# Pierre Rieux
Pierre Rieux, francoski maršal, * 1389, † 1439.